# Kadett (Schiff)
Die Kadett war ein 1902 gebauter Küstendampfer, den die Deutsche Ost-Afrika-Linie (DOAL) an der ostafrikanischen Küste als Schlepper und Tender einsetzte. Im Ersten Weltkrieg von Portugal beschlagnahmt und in Pebane umbenannt, nutzte die portugiesische Marine ihn als Transporter, Schlepper und Forschungsschiff. 1930 wurde er verkauft und 1937 abgewrackt.

## Bau und technische Daten
Auf Bestellung der DOAL hatte die Hamburger Werft Janssen & Schmilinsky den Dampfer unter der Baunummer 420 auf Kiel gelegt, der am 5. Juli 1902 vom Stapel lief und den Namen Kadett erhielt. Er war 35,2 Meter lang, 7,0 Meter breit und mit 226 BRT bzw. 31 NRT vermessen. Eine Verbund-Dampfmaschine der Werft erzeugte 380 PSi und ermöglichte über eine Schraube eine Geschwindigkeit von 9,0 Knoten. Das Deckshaus des Schleppers war relativ lang und bot unter der Brücke und vor dem Schornstein Platz für Passagiere, die durch Sonnensegel und Segeltuchwände geschützt wurden. Für sie waren sechs Unterkünfte eingerichtet, die Besatzung bestand aus 22 Mann. Die Ablieferung an die Reederei erfolgte am 14. August 1902.

## Geschichte

### Kadettder Deutschen Ost-Afrika-Linie
Nachdem die Verlängerung des Reichspostdampfervertrages die DOAL von dem Zwang befreit hatte, die Nebenlinien zu betreiben, beauftragte sie 1902 einen starken Seeschlepper. Dieser sollte die Be- und Entladung der Postdampfer beschleunigen und sicherer machen. Der Umschlag erfolgte mangels geeigneter Hafenanlagen in den ostafrikanischen Häfen auf den Reeden über Leichter. Der Kadett folgte 1905 noch das Schwesterschiff Adjutant und 1912 die etwas größere Leutnant. Die drei Schlepper waren vor allem vor den Häfen der portugiesischen Kolonie Mosambik im Einsatz.
Zugleich kam die Kadett auch als Bergungsschlepper zum Einsatz: Nachdem der Reichspostdampfer Gouverneur am 30. April 1903 an der mosambikanischen Küste südlich von Ibo aufgelaufen war, konnte die Kadett zusammen mit der Präsident den havarierten Dampfer am 10. Mai frei bekommen und schleppte ihn nach Sansibar. 1909 strandete die Gouverneur erneut, diesmal vor Zavara Point zwischen Lourenço Marques und Inhambane, und ging verloren. Die Kadett konnte Passagiere, Besatzung und Post noch bergen, bevor die Gouverneur endgültig aufgegeben werden musste.
Nach Beginn des Ersten Weltkrieges lief die Kadett wie die anderen beiden Schlepper Beira in der mosambikanischen Kolonie des neutralen Portugals an. Dort wurden sie interniert und aufgelegt.

### AlsPebaneunter portugiesischer Flagge
In Portugiesisch-Ostafrika waren schließlich sieben und in allen portugiesischen Häfen über siebzig deutsche Passagier- und Frachtschiffe versammelt. Auf Drängen Großbritanniens veranlasste die portugiesische Regierung die Beschlagnahme dieser Schiffe am 23. Februar 1916. Darauf erfolgte die deutsche Kriegserklärung an Portugal am 9. März 1916. Anders als bei der Großzahl der beschlagnahmten Schiffe wurde die Kadett nicht der eigens neugegründeten Staatsreederei Transportes Maritimos do Estado, sondern der Marine in Mosambik, der „Kolonial-Marine“, zugewiesen. Sie erhielt den Namen Pebane nach dem gleichnamigen Ort nördlich der Stadt Quelimane in Mosambik. Die Marine klassifizierte sie als (unbewaffneten) Transporter. Die Besatzung bestand nun aus 37 Mann.

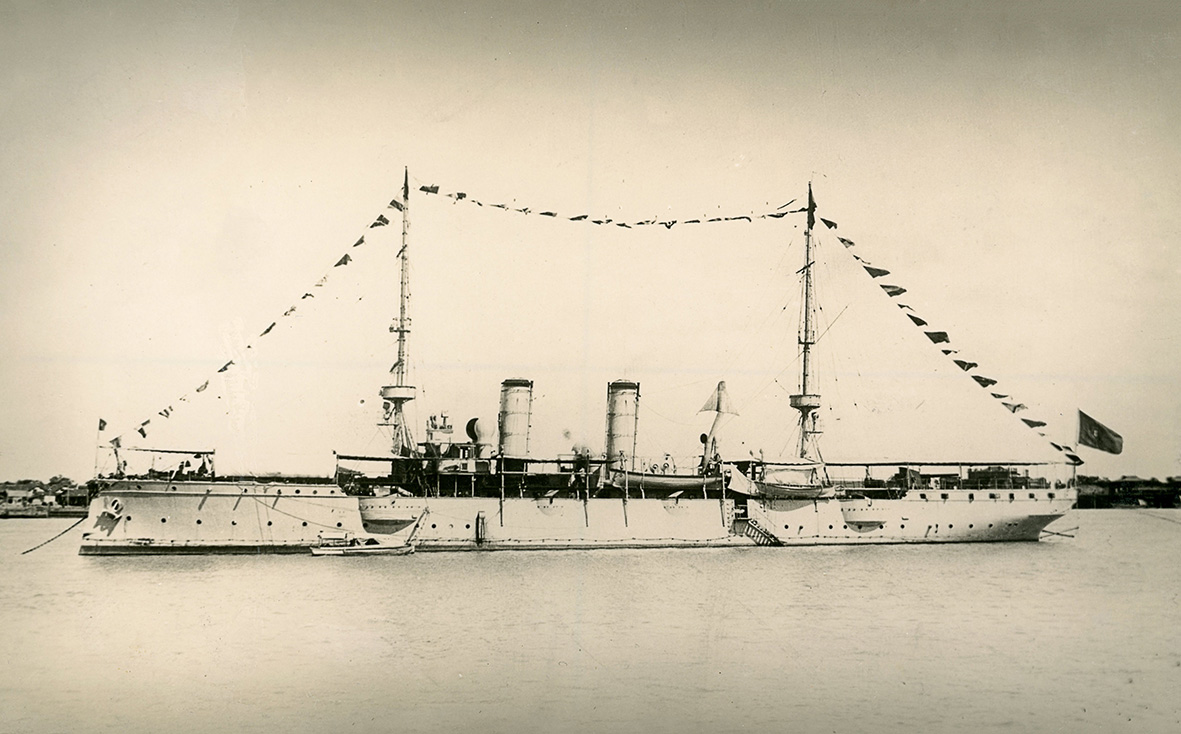
Geschützter Kreuzer Adamastor im Jahr 1927

In der Funktion als Marinetransporter begleitete sie den Geschützten Kreuzer Adamastor und das Kanonenboot Chaimite zusammen mit den Transportern Luabo und Pungue nach Quelimane. Die Schutztruppe für Deutsch-Ostafrika bedrohte nach der Schlacht von Ngomano Ende November 1917 die Stadt, die vom portugiesischen Marineverband geschützt werden sollte. Nach Eintreffen der portugiesischen Schiffe sahen die Deutschen von einem Angriff auf Quelimane ab. Zum weiteren Einsatz bei der Kolonial-Marine sind zunächst nur wenige Informationen überliefert, wie der Einsatz als Schlepper im Februar 1918, als der Dampfer eine Dau nach Porto Amélia einschleppte.
Auch nach dem Krieg verblieb die Pebane in Portugiesisch-Ostafrika. 1922 beschloss die Marine, sie zu einem Forschungsschiff umzurüsten. In Durban erhielt sie eine Winde und Fischfangdavits, kleine Schwimmbagger, ein Lot für große Tiefen und verschiedene Temperatur-, Druck- und Feuchtigkeitsmessgeräte. Eines der Abteile wurde als Labor ausgestattet. Von 1923 bis 1925 führte das Schiff zwei längere Untersuchungsreihen durch: die erste von Anfang August 1923 bis Ende September 1924 und die zweite von Anfang Juni bis Anfang August 1925.
Die Untersuchungen wurden hauptsächlich in der Bucht von Lourenço Marques und entlang der Küste zwischen Barra do Limpopo und Ponta do Ouro, innerhalb der unteren Danae und an einigen Stellen der Nordküste durchgeführt. Dazu wurden in unterschiedlichen Abständen und Entfernungen von der Küste Sonden ausgesetzt, Proben vom Meeresboden genommen und die Wassertemperatur an der Oberfläche wie in der Tiefe ermittelt. Für die Bergung von Gesteins- oder Korallenproben vom Meeresboden wurden Bagger eingesetzt. Mit dem Schleppnetz wurden Fische und Plankton gesammelt, die später im Museum in Lourenço Marques genauer untersucht wurden.
Aus den letzten Jahren der Pebane liegen lediglich die Rahmendaten vor: 1930 wurde sie von der Marine außer Dienst gestellt und 1937 abgewrackt.